# Åttafläckig praktbagge
Åttafläckig praktbagge (Buprestis octoguttata) är en 9 till 15 millimeter lång art i familjen praktbaggar.
Den anses som en av de vackraste praktbaggar som förekommer i Sverige. Baggen är glänsande blå, med 4 gula fläckar på varje täckvinge. Den träffas sällsynt i de sydligare landskapen, solande sig på i dagen framträdande tallrötter.